# Уфимский трамвай
Уфимский трамвай — трамвайная система города Уфы, открытая 1 февраля 1937 года, и исторического города Черниковска, две системы которых объединены в 1958 году.
На базе трамвайной системы также реализуется проект скоростного трамвая (в качестве альтернативы отменённому проекту метрополитена) как часть транспортной системы города вместе с городской электричкой.
Северная (в Черниковке) и южная (возле Глумилино, в Зелёной Роще и Новой Уфе) части трамвайной сети не связаны друг с другом с 2008 года и функционируют раздельно.

## История

### Российская империя
В 1898 году инженер и предприниматель Н. В. Коншин, владевший городской электрической станцией, первым предложил построить в Уфе электрический трамвай на условиях концессии.
15 июня 1900 года Уфимская городская управа утвердила договор с Н. В. Коншиным на постройку трамвая с исключительным правом их эксплуатации в течение 40 лет со дня открытия движения трамваев. В 1902 году обсужден и принят проект постройки трамвайных путей.
15 октября 1906 года Н. В. Коншин сообщил о запросах бельгийских фирм о постройке трамвая, и просил рассмотреть составленные им условия возможной концессии города и фирм. Уфимская городская дума согласилась с Уфимской городской управой, что концессионный способ сооружения трамвая в городе является единственно возможным. В 1908 году Уфимская городская дума отказала в предоставлении концессии Н. В. Коншину.
В начале декабря 1912 года Н. Ю. Розенберг, представитель фирмы «А. Ф. Штудер и инженер путей сообщений Н. А. Васильев в Санкт-Петербурге», предложил построить трамвай по концессии. Однако при сумме расходов на строительство в 1,5 млн рублей и малой интенсивности движения в городе, предполагалось, что доход от трамвая будет ниже расходов на строительство.
В 1913 году вышел доклад Уфимской городской управы для Уфимской городской думы по поводу сооружения трамвая. Уфимская городская дума отказалась от строительства трамвая.

### СССР

#### 1931—1956 годы
11 ноября 1931 года состоялось техническое совещание при Уфимском горкомхозе, где появилась информация о намеченных трассах трамвайных линий и объёме работ. 15 января 1932 года Госплан Башкирской АССР рассмотрел «Основные экономические положения по выбору механического транспорта для города Б. Уфы», где заявлено об устройстве трамвая. 5 марта 1934 года, в связи с 15-летием образования Башкирской АССР, Совнаркомом СССР принято специальное Постановление, предусматривающее сооружение водопровода, канализации и трамвая в городе.
В 1935 году трест «Комдортранстрой» разработал проект строительства трамвайных путей, предусматривающий две очереди: первой — соединяла улицы Пушкина, Аксакова, Зенцова (ныне — Ленина), Революционную, Вокзальную, Октябрьской Революции и Глумилино, которую планировалось закончить к 1937 году; второй — планировалось довести линию до Моторного завода в 1938—1939 годах, и расширить в пределах Черниковки в последующие годы. Проект предусматривал постройку двух трамвайных парков и трёх электроподстанций.
Планировалось ввести в эксплуатацию четыре линии:
- от Верхнеторговой площади по улице Зенцова до Пермской улицы, от которой поворот до железнодорожного вокзала и Сафроновской пристани
- от Первомайской площади до Верхнеторговой площади по улице Октябрьской Революции[Комментарии 1]
- от Верхнеторговой площади до парка культуры и отдыха (ныне — парк Ленина), затем по улице Фрунзе (ныне — улица Заки Валиди) до улицы Карла Маркса, по ней — до улицы Пушкина и, завернув влево, до площади у хлебозавода[Комментарии 2]
- по улице Аксакова до Революционной улицы, и затем до улицы Зенцова

Протоколом № 163 заседания бюро Уфимского городского комитета ВКП(б) от 17 февраля 1936 года принято решение о строительстве двухлинейной трамвайной линии. В марте 1936 года приступили к работам первой линии. В августе 1936 года приобретены и получены пять моторных и пять прицепных трамвайных вагонов.
В ночь с 23 на 24 января 1937 года произошла обкатка путей, а 30 января тяговая подстанция мощностью 600 кВт сдана в эксплуатацию. 1 февраля 1937 года строительство первой линии закончилось и началась перевозка пассажиров.
В сентябре 1938 года вступил в эксплуатацию участок от улицы Будённого (на которой находилось трамвайное депо) до Новой типографии «Октябрьский натиск» в начале нынешнего проспекта Октября. 15 января 1938 года получен снегоочиститель, эксплуатировалось восемь моторных и пять прицепных вагонов.
В 1939 году проложен участок пути длиной 5,8 км между Уфой и рабочим посёлком Черниковкой.
В 1940 году протяжённость трамвайных путей равнялась 21 км на трёх маршрутах, по которым ходили 17 трамвайных вагонов Х и 15 прицепных электровагонов М. Участок (по будущему проспекту Октября) от улицы Бабушкина до «Мясокомбината» был однопутным с разъездами. В 1940 году проложена линия до Моторного завода.
31 мая 1941 года на Верхнеторговой площади введено в строй трамвайное кольцо, закончена укладка 12 км линии до Моторного завода, а трамвайный тупик у железнодорожного вокзала перенесён на улицу Дзержинского.
В 1952 году построена линия по улицам Революционной (от пересечения с Зенцова), Аксакова и Свердлова до хлебозавода. Получены первые два вагона модификации МТВ-82.
24 июля 1956 года объединены города Черниковск и Уфа, после чего началось объединение двух трамвайных сетей, завершившееся в 1958 году. Уфимские городские железные дороги получили второе депо, путевое хозяйство и новую линию от Севастопольской улицы до Ново-Уфимского НПЗ.
В 1956 году, после объединения Черниковска и Уфы, открыто трамвайное депо № 2 как цех Уфимского НПЗ, от которого проложена линия через «Колхозный рынок» до улицы Монтажников.

#### 1957—1991 годы
В 1957 году построена линия от поворота на улицу Ульяновых до улицы Космонавтов. В 1958 году достроена линия до Ново-Уфимского НПЗ и проложена линия от кольца «Улица Космонавтов» до «БХП „Агидель“» (через улицу Шумавцова) и до «Стадиона имени Гастелло». В 1959 году построено кольцо на станции Загородная для линии на Ново-Уфимский НПЗ.
В 1961 году получены первые 10 вагонов модификации РВЗ-6. В 1962 году открыта линия по проспекту Октября на участке от улиц Трамвайной до Космонавтов. В 1966 году построена линия до улицы Ветошникова и открыт маршрут № 16 Хлебзавод — Улица Ветошникова. В 1969 году открыта линия по улицам Большой Гражданской и Рихарда Зорге, по ним пущены маршруты № 5, 9, 10 и 14.
В 1970 году открыта линия по бульвару Ибрагимова, изменены маршруты № 10, 14, 19 и 20 до служебного кольца «Лесопарковый проезд» возле Госцирка, открыты маршруты № 18 Строительная — Парк имени Якутова, № 19 Улица Дзержинского — Госцирк, и № 20 Оперный театр — Госцирк. В 1971 году построена линия до улицы Менделеева, маршрут № 16 продлён до санатория «Зелёная Роща», открыты кольцевые маршруты № 21/22 Госцирк — Санаторий «Зелёная Роща». В 1972 году открыта линия до Уфахимпрома с запуском маршрута № 23 Улица Космонавтов — Инициативная улица, запущен маршрут № 24 Оперный театр — Санаторий «Зелёная Роща». В 1975 году открыта линия до автоцентра «ВАЗ» с продлением маршрутов № 3 и 8.
В 1980 году, после посещения Уфы Маратом Рустямовичем Мусиным, маршрут № 1 запущен до санатория «Зелёная Роща» через Центральный рынок, а маршруты № 2, 13, 14, 20 и 24 — отменены. Маршруты № 4 и 9 продлены до кольца «Улица Пушкина», в связи с этим, отменён маршрут № 13. В 1983 году возобновлён маршрут № 2 после строительства стрелки с бульвара Ибрагимова до Оренбургской улицы. В 1985 году запущена линия по Вологодской улице от автоцентра «ВАЗ» до стадиона имени Гастелло, по которой пустили маршрут № 14. В 1986 году линию между корпусами № 2 и 4 Уфимского нефтяного института перенесли на Кольцевую улицу, открыты маршруты № 3к Автоцентр «ВАЗ» — Улица Монтажников и № 8к Автоцентр «ВАЗ» — Улица Космонавтов.
В 1990 году протяжённость трамвайных путей для Уфы была максимальной и составляла 156,4 км.

### Россия

Схема Уфимского трамвая с закрытыми линиями

В 1996 году закрыто движение по Инициативной улице и на линии Ново-Уфимский НПЗ — Станция Загородная; маршруты № 11, 17, 23 — отменены, маршрут № 6 продлён до автоцентра «ВАЗ», маршруту № 9к присвоен № 20.
В 2004 году закрыты маршруты № 2, 2а, 20 и 23; маршрут № 12 сокращен до кольца «Улица Монтажников». Трамвайное депо № 2 в Черниковке закрыто. Расцеплены все двухвагонные трамваи. В 2005 году отменено движение до кольца «Улица Дзержинского» в связи с реконструкцией железнодорожного вокзала. Приостановлено движение маршрутов № 7, 10 и 19. В июне 2006 года также в связи с реконструкцией железнодорожного вокзала, движение трамваев по бульвару Ибрагимова временно прекращено. В начале сентября 2006 года закрыта линия по Уфимскому шоссе, изменены маршруты № 4, 8, 14 и 17, а маршрут № 9 отменён.

В годы управления городом Павлом Качкаевым с центра города были демонтированы трамвайные пути. Павел Качкаев обосновывал необходимость демонтажа трамвайных путей проблемами проезда из одной части города в другую.
Демонтаж путей происходил постепенно с 2004 по 2008 год и затронул, в том числе пути на севере города, породив одну из важнейших проблем — отсутствие связи между северной и южной трамвайными ветками Уфы. Об их соединении заговорили практически сразу после разделения.
17 июня 2007 года движение до железнодорожного вокзала восстановлено до нового кольца «Железнодорожный вокзал», маршруты № 1, 7, 10 и 19 стали ходить по бульвару Ибрагимова, маршруты № 5 и 5к — через Центральный рынок; маршрут № 18 продлён санатория «Зелёная Роща». Маршруты № 5к и 22 стали оборачиваться на кольце «Лесопарковый проезд» за Госцирком, ранее использовавшейся только для служебных целей. В 2008 году построены два оборотных кольца: вокруг памятника М. И. Калинину в парке М. И. Калинина, и рядом с Госцирком.
В 2010 году построено оборотное кольцо «Стадион имени Гастелло» со стороны Вологодской улицы, маршрут № 6 продлён от автоцентра «ВАЗ». В 2015 году закрыто движение трамваев от Орджоникидзевского РУВД до оборотного кольца «Улица Монтажников», закрыты трамвайные маршруты № 3 и 12 из-за повреждения ветхого питающего кабеля, проложенного к тяговой подстанции ещё в 1950-е годы.
4 сентября 2017 года сильный ливень размыл земляное полотно трамвайных путей на конечной остановке «Железнодорожный вокзал», прекращено движение маршрутов № 1, 7 и 10.
В конце ноября 2017 года ООО «ЭСКБ» ограничило режим потребления электроэнергии в связи не оплатой МУП «Управление электротранспорта города Уфы», поэтому движение трамваев было также ограничено: 23 ноября закрыто движение маршрутов № 16 и 18; 24 ноября — маршрута № 5, работал только маршрут № 0 Трамвайное депо имени Зорина — Госцирк; 26 ноября полностью прекращено движение трамваев из трамвайного депо № 1, работал только маршрут № 8 в Черниковке; 29 ноября после обеда движение маршрутов № 5, 16 и 18 возобновилось. 15 декабря 2017 года движение трамваев вновь полностью прекращено; 20 декабря движение маршрутов № 5, 8, 16 и 18 возобновлено.
18 мая 2018 года возобновлено движение по маршрутам № 1 и 10. 28 мая 2018 года все тяговые подстанции электротранспорта города обесточены из-за долгов МУЭТ Уфы; 29 мая движение всех маршрутов возобновлено.
С 07 ноября 2020 года возобновлено движение по маршруту № 6 Интернациональная улица — Стадион имени Гастелло по выходным дням. В 2021—2022 годах запланировано отменить четыре маршрута как дублирующих, в связи со снижением пассажиропотока; введение новых маршрутов не предусмотрено «в связи с отсутствием новой трамвайно-путевой инфраструктуры».
Летом 2021 года МУЭТ дважды останавливал работу электротранспорта в городе, из-за множества задолженностей по неуплате электричества, в июне МУЭТу пришлось продать 10 трамваев и 6 троллейбусов, что хоть немного помогло расправиться с долгами. В августе было официально заявлено о прекращении работы электротранспорта на неопределенный срок, из-за множества задолженностей, однако тем же днём в Мэрии на экстренном совещании заявили что, электротранспорт продолжит работу, и уже утром трамваи и троллейбусы ходили.
После, движение закрывали ещё один раз на 3 дня, и к тому же в ноябре 2021 на 10-м маршруте из-за нехватки подвижного состава, выпуск на маршруте сократился до двух вагонов.
По комментариям работников МУЭТ из всего подвижного состава, работает только половина.
В августе 2021 года МУЭТ признан банкротом, а его имущество передано Управлению инфраструктуры транспорта.

## Трамвайная сеть

Трамвайная сеть на 2015 год

На 2024 год износ трамвайных путей составляет 65 %, протяженность в северной части города — 40,8 км, в южной — 45,6 км.
|                                    | 1940 | 1960 | 1970  | 1980  | 1990  | 2000          | 2005 | 2007 | 2008        | 2009 | 2010 | 2011 | 2013 | 2024 |
| Протяжённость трамвайных путей, км | 21   | 100  | 138   | 152   | 156,4 | 142,4         | —    | —    | 97,3        | —    | 56,2 | 56,3 | —    | —    |
| Подвижной состав, штук             | 32   | 226  | 306   | 370   | 395   | 295 (383)     | 335  | 319  | 168 (294)   | 240  | 238  | 228  | 161  | 135  |
| Перевезено пассажиров, млн человек | 18,5 | 74,9 | 122,0 | 138,0 | 111,2 | 101,2 (136,5) | 96,1 | 61,3 | 42,6 (59,8) | 52,0 | 40,8 | 35,1 | —    | 13,5 |
| Количество маршрутов, штук         | —    | —    | —     | —     | 25    | 23            | —    | —    | —           | —    | 15   | 15   | 12   | 7    |

### Демонтированные линии
В 1945 году демонтирована однопутная линия с разъездами по улице Шота Руставели, в связи со строительством новой ветки по Трамвайной улице от остановки «Мясокомбинат» до нынешней остановки «Трамвайная улица» по прорубленной просеке через лесной массив нынешних парка Калинина и сада А. Матросова.
В 1971 году демонтирована линия по Диагональной улице (ныне — 50 лет Октября) от улицы Мингажева до Оренбургской. В 1980 году, после посещения Уфы Маратом Рустямовичем Мусиным, демонтирована линия и кольцо по улице Ленина, от Революционной улицы до кольца «Оперный театр». В 1986 году демонтирована линия между корпусами № 2 и 4 Уфимского нефтяного института, перенесена на Кольцевую улицу.
В 2004 году демонтирована линия на проспекте Октября от Госцирка до Башкирского государственного аграрного университета по распоряжению мэра Уфы П. Р. Качкаева. Летом 2004 года демонтирована линия от кольца «Улица Монтажников» до кольца «Ново-Уфимский НПЗ».
В 2006—2007 годах демонтирована линия по улице Ленина, от Революционной улицы до бульвара Ибрагимова. Демонтирована линия по Уфимскому шоссе, от трамвайной остановки «Агидель» до Интернациональной улицы, с целью улучшения экологической обстановки на улице Александра Невского. В августе-сентябре 2008 года демонтирована линия и кольцо на проспекте Октября и въезде в Черниковку, от кольца «Театр кукол», по улицам Тоннельной, Мира и Космонавтов, до кольца «Улица Космонавтов».

### Оборотные кольца и конечные станции

#### Действующие
| Наименование             | Расположение                                                    | Дата постройки (открытия)    | Маршруты  | Примечания                                                                 |
| ------------------------ | --------------------------------------------------------------- | ---------------------------- | --------- | -------------------------------------------------------------------------- |
| Ул. Пушкина              | улица Пушкина, 35/2                                             | 28 октября 1953              | 5, 16     | Типовое двухэтажное здание диспетчерского пункта и столовой для работников |
| Санаторий «Зеленая Роща» | улица Менделеева, 175Б                                          | 28 декабря 1971              | 1, 16, 18 | Диспетчерский пункт в двухэтажном жилом доме.                              |
| Железнодорожный вокзал   | Вокзальная улица, 39Б                                           | 17 июня 2007                 | 1, 10     |                                                                            |
| Госцирк                  | возле Госцирка                                                  | 7 ноября 2008                | 5, 10, 18 | Без диспетчерского пункта                                                  |
| Трамвайная ул.           | возле памятника М. И. Калинину, в парке М. И. Калинина          | 5 ноября 2008                | 8         | Без диспетчерского пункта                                                  |
| Стадион имени Гастелло   | Сельская Богородская улица, 2 корпус 1                          | 20 апреля 1958, октябрь 2010 | 6, 8      | Типовое двухэтажное здание диспетчерского пункта и столовой для работников |
| Автоцентр «ВАЗ»          | перекрёсток улиц Богдана Хмельницкого, Коммунаров и Вологодской | 31 декабря 1975              | 6, 8      | Без диспетчерского пункта                                                  |
| Интернациональная ул.    | Интернациональная улица, 85а                                    | 27 июня 1981                 | 6, 8      | Типовое двухэтажное здание диспетчерского пункта и столовой для работников |
| Ул. Космонавтов          | перекрёсток улиц Космонавтов и Кольцевой                        | 12 марта 1960                | 6, 8      | Без диспетчерского пункта                                                  |

#### Исторические
| Наименование                           | Расположение                                                | Маршруты                                              | Дата постройки (открытия) | Дата закрытия (демонтажа) | Примечания |
| -------------------------------------- | ----------------------------------------------------------- | ----------------------------------------------------- | ------------------------- | ------------------------- | --- |
| Почтамт (ул. Сталина)                  | у Главпочтамта                                              | 1, 2, 3                                               | 1 февраля 1937            | 31 мая 1941               | Оборотный тупик демонтирован, в связи со строительством кольца на Верхне-Торговой площади. |
| 1-я Совбольница                        | на Революционной ул., напротив старого депо                 | 2                                                     | 1 февраля 1937            | осень 1938                | Оборотный тупик демонтирован, в связи с продлением пути до Типографии |
| Типография                             | в районе перекрестка Оренбургской и проспекта Октября       | 2, 3                                                  | осень 1937                | 1942                      | С 1938 по 1942 год окончание двухпутного пути, далее шел однопутный путь. Тупик демонтирован в связи со строительством кольца на Бабушкина. |
| ЦЭС                                    | на перекрестке улиц Руставели и Адм. Макарова               | 3                                                     | 1939                      | 1945                      | Демонтировано из-за аварийного спуска по Руставели и переноса линии на Трамвайную. Первое оборотное кольцо в Уфе. |
| Горсовет (Черниковск)                  | Возле ж/д переезда на мясокомбинате (Трамвайная ул.)        | 3, 5, 9                                               | 1943                      |                           | В маршрутном движении использовалось с 1943 по 1958 год, далее использовалось в служебных целях и пути использовались в качестве гейта для новых трамваев. |
| Базарная площадь (Бабушкина)           | Между домами 6 и 10 по проспекту Октября.                   | 2, 5, 6                                               | 1942                      | 1959                      | Демонтировано в связи с продлением маршрутов и строительством кольца возле нового депо. |
| Железнодорожный вокзал                 | На Привокзальной площади                                    | 1, 7                                                  | июнь 1939                 | 1960                      | Демонтирован разворотный тупик, при постройке кольца на улице Дзержинского и продлении линии. |
| Пермская                               | на ул. Ленина остановка Пермская                            | 1, 4                                                  | 1 февраля 1937            | 1960-е годы               | Оборотный тупик до 60-х годов использовался маршрутом № 4, демонтирован после строительства кольца на Дзержинского. |
| Шумавцова                              | на месте кольца построен дом А. Невского, 7.                | 9                                                     | 1 января 1960             | 1967                      | В маршрутном движении использовалось с 1960 до конца 1962 года. |
| Детский санаторий                      | на проспекте Октября возле Госцирка и парка имени М. Гафури | 2, 6, 8, 10                                           | 1 августа 1953            | 1971                      | С 1953 года кольцо для маршрутов № 6 и № 8, с декабря 1958 года для маршрута № 2, в 60-х годах для маршрута № 10. На момент демонтажа кольцо в маршрутном движении не использовалось, так как запустили взаимно кольцевые маршруты по Зорге — проспекту Октября. Деревянное здание павильона ожидания и диспетчерской перестроено в кафе «Минутка», и затем снесено на рубеже 1970—1980-х годов, на этом месте построено кирпичное здание кафе «Снежинка», перестроенное в 1990-е годы в кафе «Лидо», а после пожара в декабре 2003 года — в «А кафе». |
| Оперный театр                          | Верхнеторговая площадь, перед Гостинным Двором              | 1, 2, 3, 4, 8, 9, 14, 20, 24                          | 31 мая 1941               | 7 июля 1980               | |
| Ул. Ветошникова                        |                                                             | 16                                                    | 1966                      | В конце 1990-х            | |
| Загородная (АО «Уфанефтехим»)          | возле станции Загородная                                    | 6                                                     | декабрь 1959              | 12 августа 1996           | |
| Ново-Александровка                     |                                                             | 3, 6                                                  | 1958                      | 1996                      | |
| НУНПЗ                                  |                                                             | 3, 12                                                 | 18 октября 1957           | 2004                      | |
| Трамвайное депо № 1 (з-д Геофизприбор) | возле трамвайного депо № 1, рядом с БСХИ                    | 14                                                    | 1959                      | 2004                      | В маршрутном движении использовалось с 1964 по 1972 год, далее только в служебных целях. |
| Трамвайное депо № 2                    | возле трамвайного депо № 2                                  | 3, 6, 8, 9                                            | 16 августа 1956           |                           | До 1976 года использовалось в маршрутном движении, после открытия кольца на ВАЗе, только для служебных целей. |
| Ул. Дзержинского                       | ныне — конечная автобусная остановка «Ул. Дзержинского»     | 1, 7, 10, 19                                          | 12 ноября 1960            | 2005                      | Демонтировано при реконструкции железнодорожного вокзала. |
| Ул. Монтажников (Трест № 21)           |                                                             | 3, 3к, 12, 12к, 15                                    | 16 августа 1956           | 2015                      | |
| Театр кукол (Строительная)             | На месте жилого комплекса «Идель Тауэр»                     | 2, 2а, 8, 9к, 10, 11, 12, 12к, 13, 14, 15, 17, 18, 20 | 30 декабря 1962           | 16 июня 2008              | |
| Лесопарковый проезд                    | возле Госцирка                                              | 5, 5к, 10, 18, 22                                     | 1971                      | 2008                      | До 2007 года использовалось только для служебных целей, после — как конечная остановка. В 2008 году взамен построено новое кольцо «Госцирк». |

## Депо

### Действующие

#### Трамвайное депо № 1 имени С. И. Зорина
Трамвайное депо № 1 построено к 1959 году. В 1963 году депо присвоено имя Героя Советского Союза С. И. Зорина, который работал в Уфимском трамвайном депо. Обслуживает южную часть Уфы.
- Адрес: бульвар Хадии Давлетшиной, 5
- Линейный подвижной состав: 71-605А, 71-608К, 71-608КМ, 71-619А, 71-619К, 71-93, 71-414.
- Маршруты: 1, 5, 10, 16, 18.

#### Трамвайное депо № 2 (ранее № 3)
Трамвайное депо № 2 построено к 1967 году как депо № 3. В 2006 году переименовано в депо № 2. Обслуживает северную часть Уфы — Черниковку.
- Адрес: проспект Октября, 143
- Маршруты: 6, 8.

### Исторические

#### Уфимское трамвайное депо
Уфимское трамвайное депо построено в 1936 году, и находилось в ведении Уфимских городских железных дорог.

#### Трамвайное депо № 2
Трамвайное депо № 2 сдано в эксплуатацию в 1956 году, после объединения Уфы и Черниковска. Закрыто 16 ноября 2004 года.
- Адрес: Севастопольская улица, 1

## Подвижной состав

### Действующий
В 2007 году на маршруты депо № 2 вышли четыре новых чешских вагона INECON T6B5, ставшие последними выпущенными вагонами этой серии. В конце 2008 года получен вагон 71-619А, летом 2009 года — 71-623-00, а летом 2012 года — четыре новых 71-623-02 производства Усть-Катавского вагоностроительного завода. Все вагоны РВЗ-6М2 списаны в 2009 году, кроме вышки контактной сети. Один из этих вагонов установлен как памятник в депо № 1.
В 2021 году стало известно, что Уфа получит безвозмездно 23 трамвая КТМ 71-623-02 и 27 трамваев Татра Т3 с износом 50 % из Москвы, оплатив транспортировку: в сентябре объявлен тендер на перевозку трамваев в Уфу до 14 декабря 2021 года за 14 млн рублей, который должен был пройти 15 октября; 14 октября срок поставки увеличился до 22 апреля 2022 года; 15 ноября 2021 года стало известно что трамваи типа 71-623 могут задержаться ещё дольше, из-за расторжения контракта с Синарой — Транспортные решения в Москве. О переносе поставки б/у трамваев МТТЧ/МТТВ не сообщалось; 8 декабря 2021 года МУЭТ заявил что в последующие 2 недели часть трамваев МТТЧ/МТТЗ прибудет в Уфу. Однако о прибытии вагонов нигде не говорилось.
В 2022 году придут 50 бывших в употреблении трамваев из Москвы моделей «Татра Т3» и КТМ 71-623-02.
В июне 2022 года мэр города Уфы — Ратмир Мавлиев заявил что поставка трамваев перенесена, но не отменена, о сроках поставки нигде не говорилось
На 2022 год износ трамвайного парка составляет 99,5 %, средний возраст транспортных средств превышает 30 лет, нуждаются в списании более 85 из 91 единицы с истёкшим сроком амортизации.
5 апреля 2023 года в Уфу все же поступил первый из уже 7 обещанных б/у вагонов марки МТТЧ.

1 октября 2024 года в Уфу поступил 3-ёх секционный трамвай Pesa Twist.

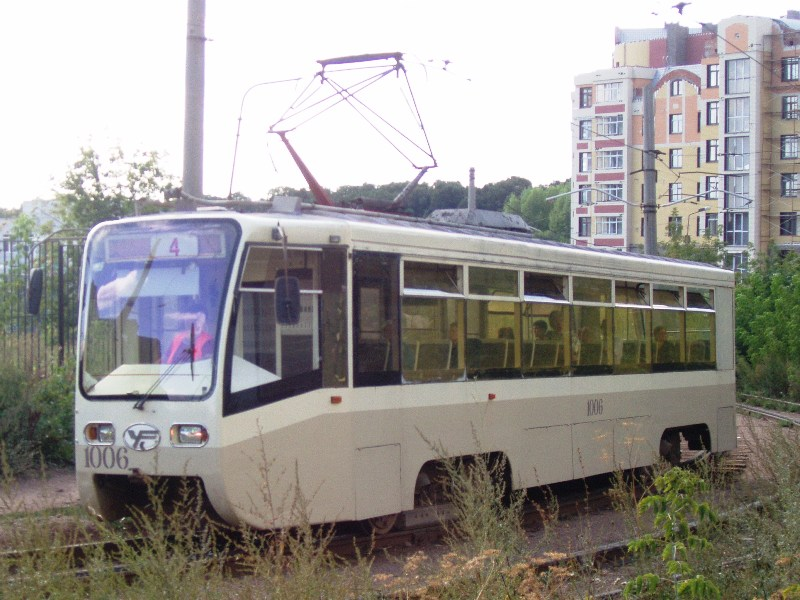
71-619K (KTM-19K): вагон № 1006 на маршруте № 4

#### Трамвайное депо № 1 имени С. И. Зорина

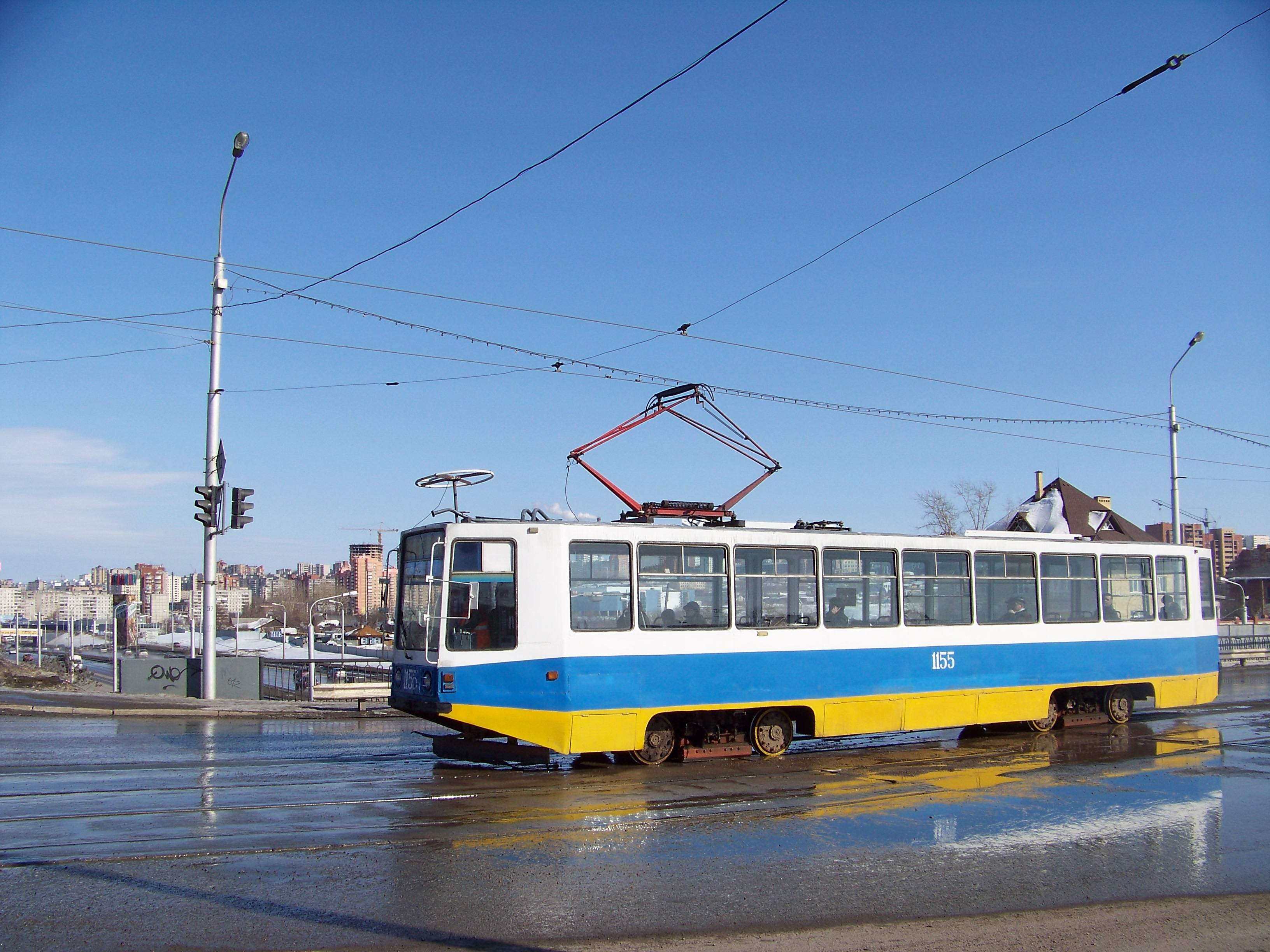
71-608К (КТМ-8): вагон № 1155

По состоянию на июль 2025 года в трамвайном депо № 1 имени С. И. Зорина числится 93 вагона в пассажирской эксплуатации:

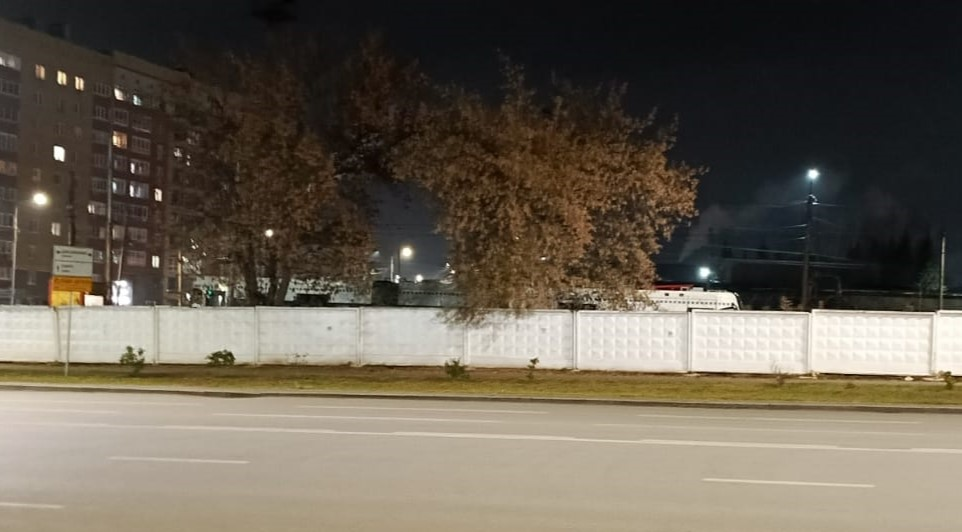
Польский трамвай Pesa Twist в трамвайном депо №1.

- 71-608К — 41 ед.;
- 71-608КМ — 2 ед.;
- 71-623-02 — 4 ед.;
- 71-132 (ЛМ-93) — 1 ед.;
- 71-619А — 1 ед.
- 71-623-00 — 1 ед.
- 71-414 (Pesa Fokstrot) — 43 eд.

#### Трамвайное депо № 2
По состоянию на июль 2025 года в трамвайном депо № 2 числится 39 вагон в пассажирской эксплуатации:
- Tatra T3D — 25 ед.;
- Tatra T3SU — 6 ед.;
- Tatra T3R.P — 2 ед.;
- Tatra T6B5-MPR — 1 ед.;Польский трамвай Pesa Twist в трамвайном депо №1.
- МТТЧ — 5 ед.

### Исторический
- Х/М (1937—1963 гг.);
- Ф/БФ (1942—1963 гг.);
- МС/ПС (1954—1963 гг.);
- КТМ/КТП-1 (1956—1971 гг.) (часть вагонов передано в Новочеркасск, Архангельск, Салават, Омск, Шахты, Орск);
- КТМ/КТП-2 (1960—1966 гг.) (вагоны переданы в Орёл , Томск, Салават);
- КТМ/КТП-3 (проходил испытания в 1962 году);
- МТВ-82 (1952—1969 гг.) (часть вагонов было передано в Екатеринбург, Нижний Тагил);
- Tatra K2 (1968—1982 гг.);
- Tatra T3SU двухдверная (1966—2008 гг. (линейный)) (в служебной эксплуатации имеется 1 вагон);
- 71-605А (1991 г. — 2010);
- 71-608К (1992 г. — н. в.);
- 71-608КМ (1995 г. — н. в.);
- 71-619К (1999—2019 гг.);
- 71-619A (2008 г — н.в);
- РВЗ-6 (1961—1988 гг.);
- РВЗ-6М (1966—1993);
- РВЗ-6М2 (1976—2009 гг.);
- ЛМ-93 (1995 г. — ?);
- Tatra T3D (2001 г. — н. в.);
- Tatra T3SU (1977 г. — н. в.);
- Tatra T6B5 (T3M) (1988—1993 гг.) (вагоны проданы в Екатеринбург и Нижний Новгород, 2007 г. — н. в.);
- 71-402 (2001 г. — н. в.).

## Планы развития
На базе существующей сети трамвая города, с 2012 года проектируется система скоростного трамвая Уфы как альтернатива отменённому в 2006 году проекту Уфимского метрополитена, а также как часть транспортной системы города вместе с Уфимской городской электричкой.
Предлагается восстановить рельсы на проспекте Октября, соединяющих Центр и Черниковку и восстановить снятые рельсы в Черниковской промзоне.

## Стоимость проезда
В 1953 году в Башкирской АССР стоимость проезда составляла 2,15 рублей.
В 2009 году стала внедряться Социальная карта Башкортостана. С 2017 года действует единая транспортная карта «Алга». В 2020 году отменены карты МУЭТ города Уфы — месячная транспортная карта, социальные карты и карта студента. В 2021 году отменены все карты МУЭТ — транспортная карта и карта школьника.
| Метод расчёта | Метод расчёта             | Метод расчёта             | Стоимость, рублей | Стоимость, рублей | Стоимость, рублей | Стоимость, рублей |
| Метод расчёта | Метод расчёта             | Метод расчёта             | 2006              | 2007              | с 01.01.2008      | 2009              |
| ------------- | ------------------------- | ------------------------- | ----------------- | ----------------- | ----------------- | ----------------- |
| Наличный      | Наличный                  | Наличный                  | 6                 | 6                 | 7                 | 7                 |
| Проездной     | для граждан и предприятий | для граждан и предприятий |                   |                   | 370               |                   |
| Проездной     | для студентов и учащихся  | для студентов и учащихся  |                   |                   | 220               |                   |
| Провоз багажа |                           |                           |                   |                   |                   |                   |

| Метод расчёта                  | Метод расчёта                             | Метод расчёта                  | Стоимость, рублей | Стоимость, рублей | Стоимость, рублей | Стоимость, рублей | Стоимость, рублей | Стоимость, рублей | Стоимость, рублей | Стоимость, рублей | Стоимость, рублей |
| Метод расчёта                  | Метод расчёта                             | Метод расчёта                  | с 01.12.2009      | с 01.01.2013      | 2013              | с 01.01.2014      | с 14.09.2015      | с 01.07.2016      | с 01.01.2017      | с 11.2020         | с 01.01.2021      |
| ------------------------------ | ----------------------------------------- | ------------------------------ | ----------------- | ----------------- | ----------------- | ----------------- | ----------------- | ----------------- | ----------------- | ----------------- | ----------------- |
| Наличный                       | Наличный                                  | Наличный                       | 9                 | 12                | 12                | 15                | 18                | 22                | 20                | 22                | 22                |
| Банковская карта               | Банковская карта                          | Банковская карта               | —                 | —                 | —                 | —                 | —                 | 18                | 18                | 18                | 22                |
| Карты МУЭТ города Уфы          | транспортная                              | транспортная                   | 8                 | 9                 | 12                | 12                | 15                | 18                | 18                | 18                | —                 |
| Карты МУЭТ города Уфы          | транспортная, месячная, на кол-во поездок | 20                             | —                 | —                 | 200               | 200               | 240               | 300               | 300               | —                 | —                 |
| Карты МУЭТ города Уфы          | транспортная, месячная, на кол-во поездок | 30                             | —                 | —                 | 285               | 285               | 340               | 420               | 420               | —                 | —                 |
| Карты МУЭТ города Уфы          | транспортная, месячная, на кол-во поездок | 60                             | —                 | —                 | 540               | 540               | —                 | —                 | —                 | —                 | —                 |
| Карты МУЭТ города Уфы          | транспортная, месячная, на кол-во поездок | 90                             | —                 | —                 | 720               | 720               | —                 | —                 | —                 | —                 | —                 |
| Карты МУЭТ города Уфы          | транспортная, месячная, на кол-во поездок | 120                            | —                 | —                 | 900               | 900               | —                 | —                 | —                 | —                 | —                 |
| Карты МУЭТ города Уфы          | социальная                                | социальная                     | 3                 | 5                 | 6                 | 6                 | 10                | 13                | 13                | —                 | —                 |
| Карты МУЭТ города Уфы          | социальная, месячная, на кол-во поездок   | 50                             | —                 | —                 | 285               | 285               | 340               | 450               | 450               | —                 | —                 |
| Карты МУЭТ города Уфы          | социальная, месячная, на кол-во поездок   | 90                             | —                 | —                 | 470               | 470               | —                 | —                 | —                 | —                 | —                 |
| Карты МУЭТ города Уфы          | студента                                  | студента                       | 5                 | 6                 | 8                 | 8                 | 10                | 13                | 13                | —                 | —                 |
| Карты МУЭТ города Уфы          | студента, месячная, на кол-во поездок     | 50                             | —                 | —                 | 380               | 380               | —                 | —                 | —                 | —                 | —                 |
| Карты МУЭТ города Уфы          | студента, месячная, на кол-во поездок     | 90                             | —                 | —                 | 630               | 630               | —                 | —                 | —                 | —                 | —                 |
| Карты МУЭТ города Уфы          | школьника                                 | школьника                      | 2                 | 4                 | 5                 | 5                 | 6                 | 10                | 10                | 10                | —                 |
| Карты МУЭТ города Уфы          | школьника, месячная, на кол-во поездок    | 50                             | —                 | —                 | 230               | 230               | —                 | —                 | —                 | —                 | —                 |
| Карты МУЭТ города Уфы          | школьника, месячная, на кол-во поездок    | 90                             | —                 | —                 | 375               | 375               | —                 | —                 | —                 | —                 | —                 |
| Социальная карта Башкортостана | Социальная карта Башкортостана            | Социальная карта Башкортостана | 0                 | 0                 | 0                 | 0                 | 0                 | 0                 | 0                 | 0                 | 0                 |
| Транспортная карта «Алга»      | Транспортная карта «Алга»                 | Транспортная карта «Алга»      | —                 | —                 | —                 | —                 | —                 | —                 | 18                | 18                | 18                |
| Карта школьника                | Карта школьника                           | Карта школьника                | —                 | —                 | —                 | —                 | —                 | —                 | —                 | —                 | 10                |
| Провоз багажа                  | Провоз багажа                             | Провоз багажа                  | 6                 | 7                 | 7                 | 9                 | 10                | 13                | 13                | 13                | 13                |